# Eremopyrum
Eremopyrum is een geslacht uit de grassenfamilie (Poaceae). De soorten van dit geslacht komen voor in Afrika, Azië, Amerika, Australazië en Europa.

## Soorten
Van het geslacht zijn de volgende vier soorten bekend:
- Eremopyrum bonaepartis
- Eremopyrum distans
- Eremopyrum orientale
- Eremopyrum triticeum